# Trapezites sciron
The Sciron Skipper (Trapezites sciron) là một loài bướm ngày thuộc họ Bướm nhảy và được Waterhouse & Lyell miêu tả khoa học lần đầu tiên năm 1914. Loài này có ở Tây Úc, Nam Úc và Victoria.
Sải cánh dài khoảng 30 mm.
Ấu trùng ăn Acanthocarpus canaliculatus, Acanthocarpus preissii, Lomandra caespitosa và Lomandra collina.

## Phụ loài
- Trapezites sciron eremicola (Victoria và Nam Úc)
- Trapezites sciron sciron (Western Australia)
- Trapezites sciron atkinsi (south-west most tip of Western Australia)